# Redoute du Fanal
La Redoute du Fanal  de Port-Vendres est située dans le département des Pyrénées-Orientales, dans la région Languedoc-Roussillon, dans le Sud de la France.

## Historique
La Redoute du Fanal fait partie des nombreux ouvrages réalisés par Vauban entre les années 1673 et 1700 pour assurer la défense du port. Un phare à lanterne verte situé à tribord  marque l’entrée du port. La lumière du phare avait en 1780 une portée de plus de cinq lieues.
L'édifice du XVIIe siècle est inscrit au titre des monuments historiques en 1933.
Le monument "Redoute du Fanal de Port-Vendres" est propriété de l'état. Il fait partie du recensement des immeubles Monuments Historiques en tant qu'ouvrage fortifié.